# 766

## Nașteri
- Hārūn al-Rashīd, al cincilea calif arab din Dinastia Abbasizilor (d. 809)